# اریش ازر
اریش اُزر (به آلمانی: Erich Ohser) نقاش آلمانی خالق مجموعه کتابهای مصور کودکان به نام پدر و پسر است.

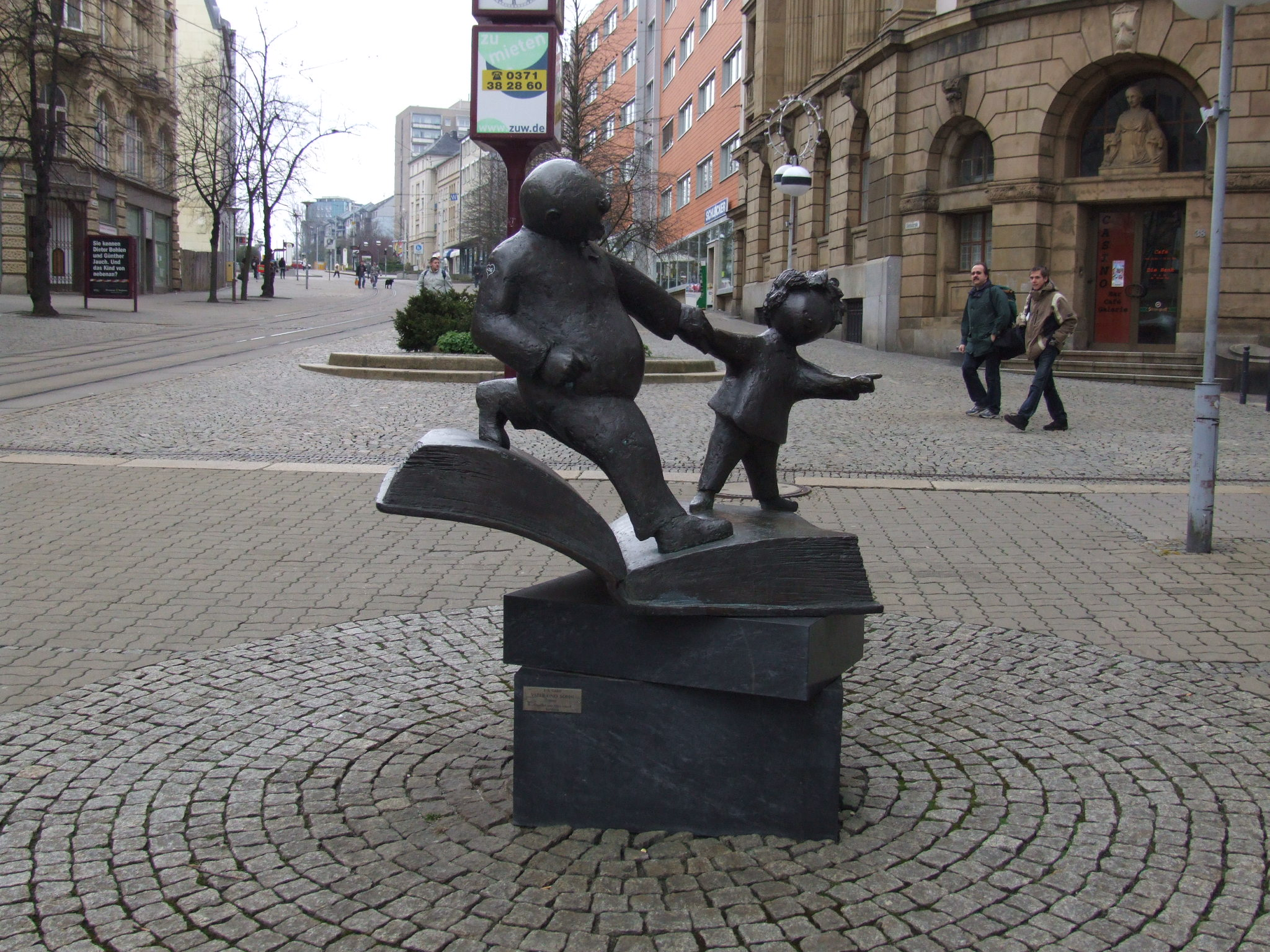
مجسمه‌ای از پدر و پسر در شهر پلاؤن

## زندگی
اریش ازر، در ۱۸ مارس ۱۹۰۳، در آدورف در منطقه فوگتلند آلمان به دنیا آمد. وی ۶ ساله بود که به همراه خانواده‌اش در سال ۱۹۰۹ به «پلاؤن» نقل مکان نمودند. در ۱۷ سالگی علی‌رغم مخالفت‌های خانواده، به لایپزیگ رفت و از سال ۱۹۲۱ تا ۱۹۲۶ در «آکادمی هنرهای گرافیکی و صنعت چاپ» تحصیل کرد. تلاش برای امرار معاش، وی را به سوی طراحی بروشورهای تبلیغی و پلاکارت، سوق داد.
وی در سال ۱۹۲۹ با «ماریگارد»، همکلاسی سابقش ازدواج کرد، یکسال بعد صاحب پسری به اسم «کریستیان» شدند.
با قدرت گرفتن هیتلر در سال ۱۹۳۳، شرایط دشواری برای ازر و همکارانش ایجاد شد. کاریکاتورهای سیاسی اش که در مخالفت با نازیسم هیتلری بود منجر به ممنوع شدن آثار وی در سال ۱۹۳۴ گردید.
چند سال بعد انتشاراتی «اول اشتاین» وابسته به مجله برلین با انشار کتاب قصه‌های من و بابام توانست برای ازر، به عنوان نقاشی غیرسیاسی، اجازه کار بگیرد، مشروط بر اینکه وی از اسم واقعی خود استفاده نکند. به این ترتیب، ازر، نام مستعار «ای، او، پلاؤن» که به معنای «اریش ازر از پلاؤن» بود را برگزید.

## مرگ
اِ‌ریش اُزر در دوران حکومت هیتلر به علت کاریکاتورهای سیاسی اش، در سال ۱۹۴۰ به زندان افتاد. او که می‌دانست او را پس از محاکمه خواهند کشت، در۵ آوریل ۱۹۴۴ در زندان خودکشی کرد.

## آثار
مجموعه کتابهای مصور کودکان به نام پدر و پسر،
این کتاب‌ها در ایران تحت نام قصه‌های من و بابام توسط ایرج جهانشاهی ترجمه و توسط انتشارات فاطمی در سه جلد به چاپ رسیده‌است.